# Rājāpur, Maharashtra
Rājāpur är en ort i Indien.   Den ligger i distriktet Ratnagiri och delstaten Maharashtra, i den sydvästra delen av landet, 1 400 km söder om huvudstaden New Delhi. Rājāpur ligger 74 meter över havet och antalet invånare är 10 718.
Terrängen runt Rājāpur är platt västerut, men österut är den kuperad. Rājāpur ligger nere i en dal. Runt Rājāpur är det ganska tätbefolkat, med 166 invånare per kvadratkilometer. Det finns inga andra samhällen i närheten. I omgivningarna runt Rājāpur växer huvudsakligen savannskog.